# Halowe Mistrzostwa Europy w Lekkoatletyce 1978 – bieg na 400 m kobiet
Bieg na 400 metrów kobiet – jedna z konkurencji biegowych rozgrywanych podczas halowych lekkoatletycznych mistrzostw Europy w hali Palasport di San Siro w Mediolanie. Eliminacje i bieg finałowy zostały rozegrane 12 marca 1978. Zwyciężyła reprezentantka Związku Radzieckiego Marina Sidorowa. Tytułu zdobytego na poprzednich mistrzostwach nie broniła Marita Koch z Niemieckiej Republiki Demokratycznej.

## Rezultaty

### Eliminacje
Rozegrano 2 biegi eliminacyjne, do których przystąpiło 6 biegaczek. Awans do finału dawało zajęcie jednego z pierwszych dwóch miejsc w swoim biegu (Q).
Opracowano na podstawie materiału źródłowego.
Bieg 1
| Miejsce | Zawodniczka          | Czas  | Uwagi |
| ------- | -------------------- | ----- | ----- |
| 1       | Marina Sidorowa      | 53,15 | Q     |
| 2       | Rita Bottiglieri     | 53,51 | Q     |
| 3       | Patricia Darbonville | 54,26 |       |

Bieg 2
| Miejsce | Zawodniczka           | Czas  | Uwagi |
| ------- | --------------------- | ----- | ----- |
| 1       | Karoline Käfer        | 53,81 | Q     |
| 2       | Marija Kulczunowa     | 53,92 | Q     |
| 3       | Jarmila Kratochvílová | 56,12 |       |

### Finał
Opracowano na podstawie materiału źródłowego.
| Miejsce | Zawodniczka       | Czas  |
| ------- | ----------------- | ----- |
| 1       | Marina Sidorowa   | 52,42 |
| 2       | Rita Bottiglieri  | 53,18 |
| 3       | Karoline Käfer    | 53,56 |
| 4       | Marija Kulczunowa | 54,77 |